# Мареотидское викариатство
Марео́тидская епископи́я (греч. Επισκοπή Μαρεώτιδος) — титулярная епархия Александрийской православной церкви.
Получила название от местности Мареотис в Нижнем Египте к западу от нильской дельты у озера Мареотис (ныне Марьют). На густонаселенном побережье находился город Марея.
В XX веке возрождена как титулярная епископия. Епископы Мареотидские служили викариями Патриархов Александрийских.

## Епископы
древняя епископия
- Исхир (ок. 335)
- Пист (упом. 337)

Современная титулярная кафедра
- Дионисий (Киккотис) (20 апреля 1940 — 5 октября 1942)
- Афанасий (Сфакианос) (21 ноября 1942 — 30 июня 1953)
- Варнава (Фотарас) (6 декабря 1958 — 14 ноября 1968)
- Аристарх (Мавракис) (12 января 1969 — 1 февраля 1972)
- Амвросий (Фруциос) (9 января 1977 — 16 июня 1998)
- Каллиник (Пиппас) (12 декабря 1999 — 22 февраля 2001)
- Гавриил (Рафтопулос) (4 ноября 2006 — 21 ноября 2012)